# Christopher Greenbury
Christopher Greenbury (24 de setembro de 1951 – 4 de janeiro de 2007) foi um montador britânico.
O primeiro trabalho de Greenbury na indústria do cinema foi em 1974, como assistente de edição no filme adulto The Sex Thief. No ano seguinte ele continuou como assistente nos filmes The Day of the Locust e The Adventure of Sherlock Holmes' Smarter Brother. Em 1979 ele editou sozinho seu primeiro longa metragem, The Muppet Movie, e nas décadas seguintes ele editou vários filmes como Doctor Detroit, Haunted Honeymoon, The Naked Gun 2½: The Smell of Fear, Dumb and Dumber, There's Something About Mary, American Beauty, Me, Myself & Irene, Stuck on You, Cheaper by the Dozen 2 até seu último antes de sua morte em 2007, Wild Hogs.